# 1959 w polityce

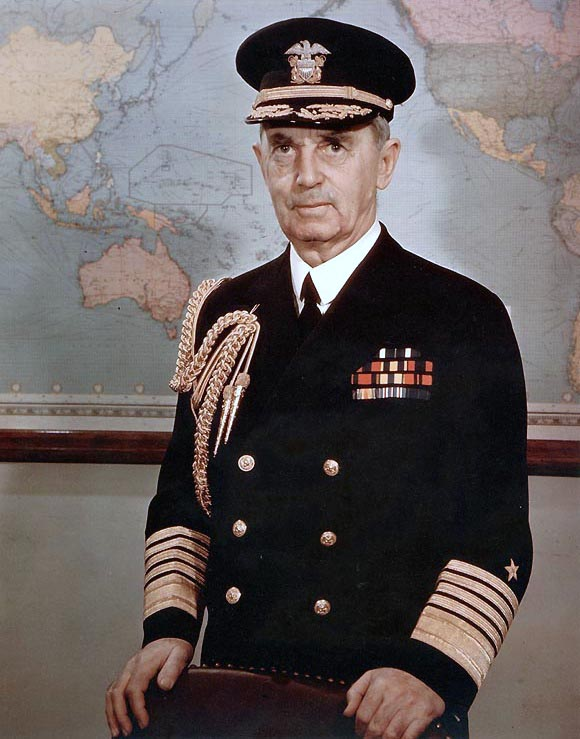
William Daniel Leahy

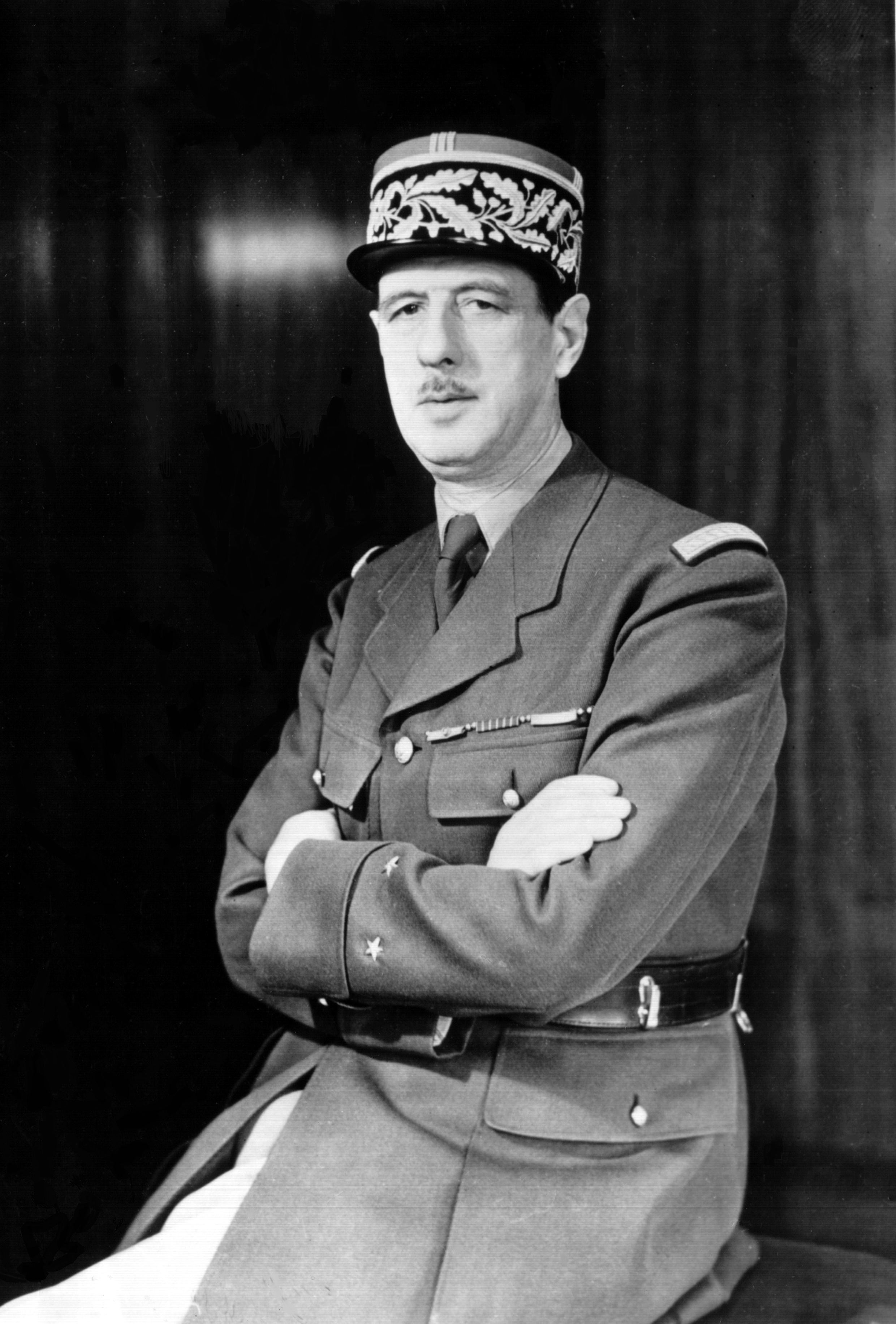
Charles de Gaulle

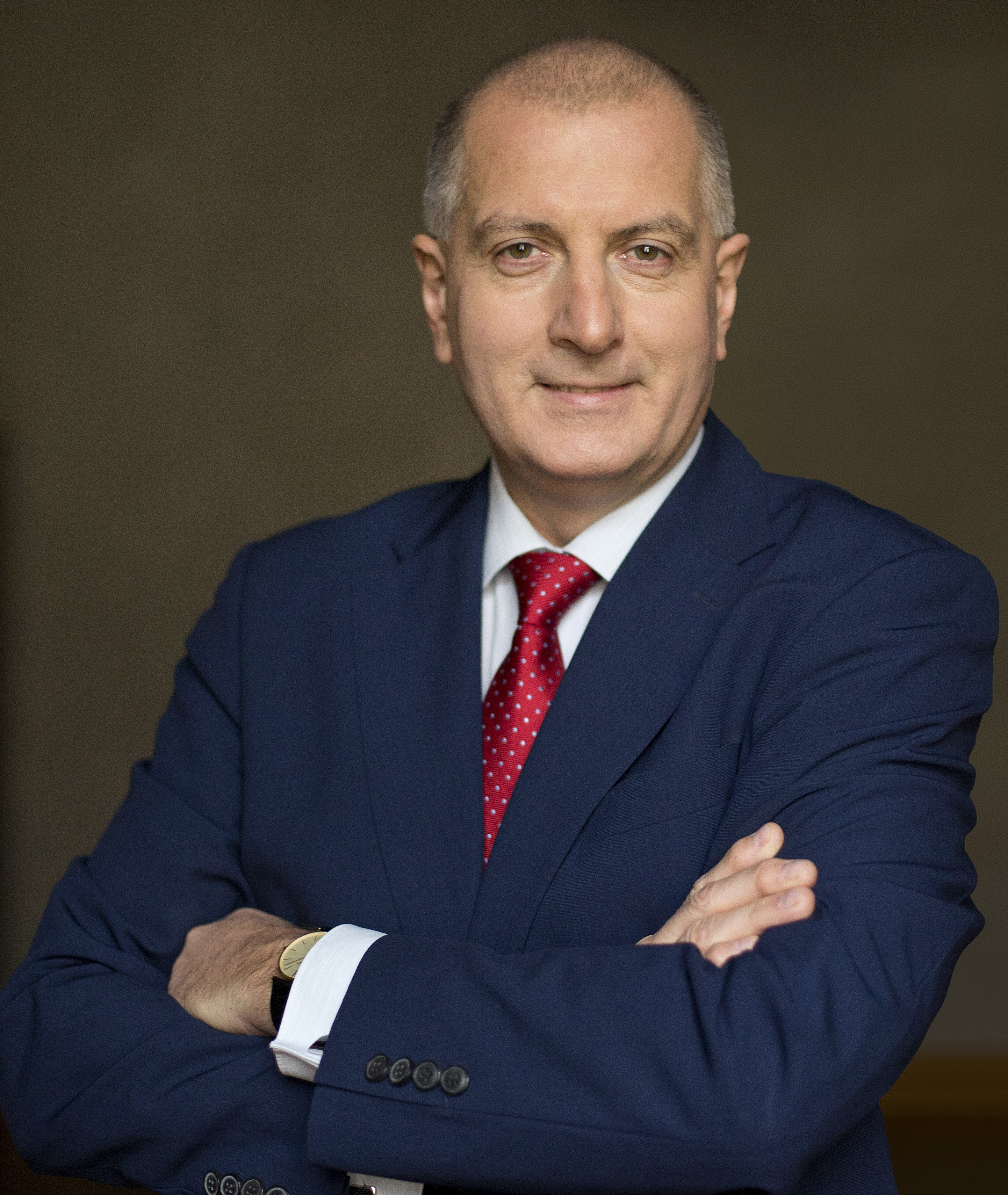
Rafał Dutkiewicz

Wydarzenia polityczne w 1959 roku.

## Styczeń
- 1 stycznia – Fidel Castro obalił kubańskiego dyktatora Fulgencia Batistę i sam objął władzę. Batista uciekł do Dominikany[1][2].
- 8 stycznia – Charles de Gaulle został prezydentem Francji[3].

## Luty
- 1 lutego – Indira Gandhi została wybrana na przewodniczącą Indyjskiego Kongresu Narodowego[2].
- 2 lutego – oddziały Ruchu 26 Lipca Fidela Castro wkroczyły do Hawany[2].
- 20 lutego – urodziła się Aleksandra Natalli-Świat, posłanka PiS[4].

## Marzec
- 10–19 marca – odbył się III Zjazd PZPR[5].
- 17 marca – w Lhasie wybuchło powstanie przeciwko wojskom chińskim obecnym w tym kraju. Po miesiącu chińskie oddziały brutalnie stłumiły protesty[2].
- 18 marca – prezydent Stanów Zjednoczonych Dwight Eisenhower podpisał decyzję o ustanowieniu Hawajów 50. stanem USA[2].
- 28 marca – zmarł Štefan Tiso, kuzyn Jozefa Tiso, słowacki prawnik i polityk[6].

## Kwiecień
- 26 kwietnia – zmarł Charles R. Mabey, amerykański polityk, gubernator stanu Utah[7].
- 28 kwietnia – urodził się Marek Biernacki, minister sprawiedliwości[8].

## Maj
- 22 maja – w Sudanie grupa wojskowych pod dowództwem generałów Mohieddina Abdullaha Saada i Abdela Rahina Szenana przeprowadziły nieudany zamach stanu, który miał obalić Ibrahima Abbuda[2].
- 27 maja – zmarł John Clinton Porter, burmistrz Los Angeles[9].

## Czerwiec
- 18 czerwca – urodził się Jan Rokita, prawnik i polityk[10].

## Lipiec
- 6 lipca – urodził się Rafał Dutkiewicz, prezydent Wrocławia[11].
- 20 lipca – zmarł William Daniel Leahy, amerykański admirał[12].
- 26 lipca – Fidel Castro został premierem Kuby[2].

## Sierpień
- 31 sierpnia – w Baskonii powstała organizacja terrorysta ETA, która za cel wyznaczyła sobie niepodległość Kraju Basków[2].

## Wrzesień
- 5 września – urodził się Waldemar Pawlak, polityk i prezes PSL, premier[13].
- 25 września – w Kolombo zabito premiera Cejlonu Solomona Bandaranaike[2].

## Listopad
- 20 listopada – Zgromadzenie Ogólne Organizacji Narodów Zjednoczonych przyjęło Deklarację praw dziecka[2].

## Grudzień
- 10 grudnia – pokojową Nagrodę Nobla za wkład w rozbrojenie otrzymał brytyjski polityk Philip Noel-Baker[14][15][16].
- 13 grudnia – na Cyprze odbyły się wybory prezydenckie. Prezydentem wyspy został arcybiskup Makarios III[2].
- 20 grudnia – urodził się Kazimierz Marcinkiewicz, premier[17].